# Solfato ferroso
Il solfato ferroso (o vetriolo verde) è il sale di ferro(II) dell'acido solforico, di formula FeSO4.

## Caratteristiche
A temperatura ambiente si presenta come un solido blu-verde inodore. È un composto nocivo.

## Usi
È un comune ed economico fertilizzante ammesso in agricoltura biologica. Funge sia da concime (apporta ferro, sebbene in modo non particolarmente efficiente), sia da correttivo (abbassa il pH), risultando utile specialmente nella coltivazione di piante acidofile o come antimuschio nella gestione dei tappeti erbosi.
È usato in fotografia analogica per la preparazione del rivelatore all'ossalato per il procedimento al collodio umido e per lo sviluppo delle emulsioni fotografiche al bromuro.
Inoltre lo si adopera assieme a tannini, gallotannini o acido gallico per la preparazione degli inchiostri ferrogallici, di color nero assai puro e insolubili in acqua e indelebili una volta essiccati sulla carta.
Il solfato ferroso monoidrato viene anche utilizzato come additivo nell'alimentazione degli animali (composto di oligoelementi) per la formulazione di determinati mangimi. Gli additivi per mangimi, per essere autorizzati come tali, devono essere inseriti nell'apposito registro degli additivi per mangimi della Comunità Europea. Il solfato ferroso monoidrato è codificato in questo registro tra gli additivi nutrizionali (Categoria 3, gruppo b) in relazione a quanto stabilito dalla normativa del settore della Comunità Europea, Reg. CEE 1831/2003 e successive modifiche e integrazioni.
Negli ultimi anni diverse ricerche scientifiche si sono concentrate sulle decorazioni degli strumenti ad arco e le analisi effettuate sui listelli neri di filetto hanno rilevato elevate quantità di ferro, riconducibili a coloranti neri ottenuti da complessi ferro-gallico o ferro-ematina (Malagodi et al. 2013).

## Minerali
La melanterite è un minerale costituito da solfato eptaidrato di ferro.

## Sintesi
In laboratorio, il solfato ferroso viene prodotto facendo reagire ferro metallico con acido solforico diluito.
Può essere sintetizzato a partire da ferro metallico e solfato di rame secondo la reazione:
Fe + CuSO4 - - > Cu + FeSO4